# Hugh Morgan (homme d'affaires)
Pour les articles homonymes, voir Hugh Morgan.
Hugh Morgan, né en 1940 à Melbourne, est un homme d'affaires australien, ancien directeur général de l'entreprise minière Western Mining, et un négateur du réchauffement climatique.

## Biographie

### Carrière
Hugh Morgan naît à Melbourne en 1940. Il effectue l'essentiel de sa carrière dans l'entreprise minière australienne Western Mining, dont il est directeur exécutif en 1976, managing director à partir de 1986 et  directeur général de 1990 à janvier 2003,,.
L'homme d'affaires est par ailleurs membre du conseil d'administration de la Banque de réserve d'Australie de 1981 à 1984 et de 1996 à 2007. À la suite de son départ de Western Mining, il entre au conseil d'administration de plusieurs entreprises, et est président du Business Council of Australia (en) pendant deux ans, de 2003 à 2005,,.
Hugh Morgan est membre du Parti libéral d'Australie et l'un des cofondateurs et membres (jusqu'en 2017) de la Cormack Foundation (en), qui finance la branche victorienne du parti.

### Nucléaire
Il est partisan de la construction de centrales nucléaires en Australie et, en 2007, il envisage que l'entreprise Australian Nuclear Energy, qu'il a créée avec Ron Walker et Robert Champion de Crespigny (en), s'en charge.

### Déni du réchauffement climatique
Hugh Morgan adopte un positionnement climato-sceptique. En 1997, alors que se profile la signature du protocole de Kyoto, il se dit défavorable à l'adoption d'objectifs de diminution des émissions de gaz à effet de serre identiques pour tous les pays et remet en cause la fiabilité des modèles climatiques utilisés par les scientifiques. Selon la journaliste Marian Wilkinson, son opposition ne vient pas uniquement du fait que le protocole de Kyoto coûterait cher à Western Mining, mais a des ressorts idéologiques plus profonds : « Il considérait l'environnementalisme comme un mouvement religieux et la lutte contre le changement climatique comme la plus grande menace pour la culture libérale de l'entreprise privée depuis le socialisme. »
En 2000, il est l'un des confondateurs, puis un membre éminent, du groupe Lavoisier, qui nie l'existence du réchauffement climatique d'origine anthropique et a été conçu comme une version australienne de la Cooler Heads Coalition américaine,,.
En 2019, il signe une lettre ouverte climato-dénialiste intitulée « There is no Climate Emergency », fondée sur des arguments trompeurs et adressée aux dirigeants des Nations unies.

## Distinctions
Il est fait officier de l'ordre d'Australie en 1987, puis compagnon du même ordre en 2002.